# Пакси
Паксос или Пакси је грчко острво које припада јонској групи острва. Острво Пакси лежи око 15 km јужно од острва Крф.
Координате: 39° 12′ Сгш. 20° 10′ Игд.
Острво Пакси са оближњим острвцетом Антипакси и мањих хридима чини засебну општину у оквиру округа Крф.

## Географија
Паксос је око 8 km дуг, и не шири од 4 km. Површина острва је око 25 km². На острву живи око преко 2.000 становника, а настањени су највише у главном месту острва, Гајосу.

## Пољопривреда
Главна биљна култура на Паксосу је маслина. Његово маслиново уље се сматра најбољим на Јонским острвима. Поред маслина гаји се и винова лоза. Винова лоза даје квалитетно вино. Нарочито се истиче вино од коринтског грожђа и то са Кефалоније и Итаке, а затим са Паксоса.

## Туризам
Лети оно што привлачи туристе у овај крај су плаже од карактеристичних ситних каменчића (не пијесак), али ти излети су углавном једнодневни туристички излети бродићима из Гајоса.